# J. Pinckney Hester
John Pinckney Hester (1874-1962) fue un botánico estadounidense, que trabajó extensamente con la familia Cactaceae, logrando identificar y clasificar unas 45 nuevas especies, las que publicaba habitualmente en : Cact. Succ. J. (Los Angeles), Desert Pl. Life, Cacti Trans-Pecos, Cactac. Handb. Kakteenk., Cactaceae (Backeberg). Fue director del "Boyce Thompson Arboretum". Realizó expediciones botánicas al sudoeste de EE. UU. desde California a Texas.

## Algunas publicaciones
- Hester j.p. 1941. Escobaria albicolumnaria sp. nov. Desert Plant Life 13/9/: 129-132
- ------. 1941. Cacti - by their seeds ye shall know them. Desert Plant Life 13/12/: 189-192

## Honores

### Epónimos
- (Cactaceae) Escobaria hesteri (Y.Wright) Buxb.[2]

- La abreviatura «Hester» se emplea para indicar a J. Pinckney Hester como autoridad en la descripción y clasificación científica de los vegetales.[3]